# Otomops madagascariensis
Otomops madagascariensis és una espècie de ratpenat de la família dels molòssids. És endèmic de Madagascar.